# Gyászba borult Isten csillagvára
A Gyászba borult Isten csillagvára kezdetű egyházi népéneket Volly István gyűjtötte a ma Kiskunlacházához tartozó Peregen 1929–30-ban. 101 Mária-ének című doktori disszertációjában jelent meg 1948-ban. Innen került a Hozsanna! című katolikus énekeskönyvbe 67/b számon.
Feldolgozás:
| Szerző       | Mire        | Mű                |
| ------------ | ----------- | ----------------- |
| Bárdos Lajos | egynemű kar | Musica Sacra II/1 |

## Kotta és dallam
| Temetésre lejön a mennyország, könnytől áznak az angyali orcák, sír, zokog a fiavesztett gerle, égig ér a Szűzanya keserve. | Élet ura, meghaltál üdvünkre, a sátánnak országa most dőlt le. Szűzanyádnak fájdalmát tekintsed, s add meg nekünk a mennyei kincset. |

## Felvételek
- Gyászba borult a Mennyország. Kovács Nóri  YouTube (2011. április 17.)  (Hozzáférés: 2016. április 7.) (videó) 1:50-ig.
- Gyászba borult isten csillagvára. Hercku Ágnes  YouTube (2014. szeptember 16.)  (Hozzáférés: 2016. április 7.) (audió)
- Gyászba borult Isten csillagvára. YouTube (2011. április 18.)  (Hozzáférés: 2016. április 26.) (audió)
- Gyászba borult Isten csillagvára. Énekel és orgonál: Gyarmati Tóth Tamás  indavideo (2010. március 3.)  (Hozzáférés: 2016. április 7.) (audió és fényképsorozat)
- KH067B 201103152848 Gyászba borult Isten csillag vára. YouTube (2011. március 15.)  (Hozzáférés: 2016. április 26.) (audió)